# カルロス・バトレス
カルロス・バトレス（Carlos Batres、1968年4月2日 - ）はグアテマラ出身のサッカー審判員。身長177cm。
スペイン語を母語とし、英語も使用できる。1996年、ワールドカップ予選のパナマ代表対カナダ代表戦で国際マッチデビュー。

## 担当した主な国際大会

### 2002 FIFAワールドカップ
2002 FIFAワールドカップでは2試合を担当した。
- グループA: デンマーク代表 vs セネガル代表
- 決勝1回戦: ドイツ代表 vs パラグアイ代表

### 2010 FIFAワールドカップ
2010 FIFAワールドカップでは3試合を担当した。
- グループC: アルジェリア vs スロベニア
- グループF: イタリア vs ニュージーランド
- 準々決勝: パラグアイ vs スペイン